# Weird Tales
«Weird Tales» — американский популярный журнал, публиковавший произведения в жанрах мистики, саспенса, фэнтези и научной фантастики. Считается одним из наиболее влиятельных периодических изданий своего времени, сформировавших жанр ужасов в фантастической литературе.

## Основание журнала
«Weird Tales» (название можно перевести на русский как «Странные истории») был основан в 1923 году журналистом из Индианаполиса Джейкобом Кларком Хеннебергером как литературный журнал, целиком посвящённый литературе ужасов и «странной» фантастике, которые тогда практически не были востребованы в массовой литературной периодике. Для того, чтобы подчеркнуть особую жанровую направленность издания, Хеннебергер снабдил его подзаголовком «The Unique Magazine» («Журнал, единственный в своем роде»).
Первый номер журнала вышел в марте 1923 года. Главным редактором журнала стал Эдвин Бэйрд, которому удалось привлечь к сотрудничеству с журналом таких впоследствии популярных авторов, как Г. Ф. Лавкрафт, Отис Эделберт Клайн, Сибери Куин и другие. Под редакцией Бэйрда были выпущены с периодичностью примерно раз в месяц (но с отдельными пропусками) 12 номеров журнала, после чего Хеннебергеру пришлось приостановить его издание из-за финансовых трудностей. Летом 1924 года вышел «строенный» номер журнала (так называемый «anniversary number»), датированный маем/июнем/июлем и подготовленный Отисом Клайном.

## Период Фэрнсуорта Райта
Издание журнала было возобновлено в ноябре 1924 года. Новым редактором «Weird Tales» стал Фэрнсуорт Райт, который определял политику журнала вплоть до 1940 года. Период редакторства Райта считается «золотым веком» «Weird Tales». Журнал постепенно завоёвывает интерес аудитории, налаживает регулярность выпуска очередных номеров, привлекает к сотрудничеству уже известных авторов (Мюррей Лейнстер, Абрахам Меррит, Рэй Каммингс) и открывает новые имена. Среди писателей, которые дебютировали в литературе на страницах «Weird Tales», были не только фантасты Роберт Блох, Роберт Говард, Эдмонд Гамильтон, но и классик американской драматургии Теннеси Уильямс.
Росту популярности журнала способствовали небесспорные и провокационные обложки художницы Маргарет Брандидж, сотрудничество с которой началось в 1933 году. Брандидж не была выдающимся мастером коммерческой графики, но часто рисовала обнаженных или полуобнаженных героинь, что почти впрямую нарушало принятые в те времена стандарты оформления журнальных обложек и привлекало к «Weird Tales» внимание покупателей. Как пишет Л. Спрэг де Камп, застенчивый Г. Ф. Лавкрафт, часто печатавшийся в журнале, в полученных им экземплярах всегда отрывал и выбрасывал обложки, считая безнравственным хранить дома такие картинки. Фэрнсуорт Райт также поспособствовал взлёту популярности двух значительных художников-фантастов того времени — Вёрджила Финлэя и Ханнеса Бока.
В начале 1930-х годов издавался также «сопутствующий» журнал «Oriental Stories», с 1933 года переименованный в «Magic Carpet».

## Период Дороти Макилрэйс
В 1938 году Хеннебергер продал «Weird Tales» Уильяму Дилени, издателю журнала «Short Stories», и редактор этого журнала Дороти Макилрэйс стала помогать Фэрнсуорту Райту. В 1940 году Райт уходит в отставку, и Макилрэйс становится главным редактором журнала начиная с апрельского номера 1940 года. В этот период постоянными авторами журнала становятся Рэй Брэдбери, Фриц Лейбер, Генри Каттнер, Кэтрин Мур, Теодор Старджон. Журнал также регулярно публикует рассказы умершего Лавкрафта и поддерживает начатую Августом Дерлетом традицию создания «лавкрафтианских» произведений в рамках «Мифов Ктулху».
Во время Второй мировой войны на журнал, как и на большинство популярных изданий, были наложены ограничения из-за введенного в стране рационирования бумаги. Кроме того, усилилась жанровая конкуренция со стороны других журнальных концернов и книжных издательств, которые именно благодаря популярности «Weird Tales» начали обращать внимание на фантастику ужасов, «тёмную» и «героическую» фэнтези, другие направления, традиционно ассоциировавшиеся с этим журналом. Всё это привело к тому, что журнал стал чрезмерно затратным и после выхода сентябрьского номера 1954 года был закрыт.

## Возобновления издания
В течение следующего полувека «Weird Tales» несколько раз пытались реанимировать как периодическое издание (в начале 1970-х годов под редакцией Сэма Московица) или как серию антологий (в 1981—1983 года под редакцией Лина Картера).
В 1988 году выпуск журнала был возобновлён под редакцией Джорджа Ситерса, Джона Грегори Бетанкура и Даррела Швейцера. Эта инкарнация пользовалась некоторым коммерческим успехом, журнал сумел закрепиться в своей нише и, переходя от одного издателя к другому, с переменной периодичностью (от одного до пяти номеров в год) выходит до сих пор. Ключевыми редакторами его сейчас являются Стивен Х. Сигал и Энн Вандермеер. В 2011 году права на журнал приобрел американский писатель и редактор Марвин Кей.

## В искусстве
- «Weird Tales» появляется в фильме «Зелёная миля», его читает заключённый Делакруа. Сцена является отсылкой к Г. Ф. Лавкрафту, творческим наследником и большим поклонником которого является Стивен Кинг. В 1930-е вышли самые значимые произведения Лавкрафта, которые печатались в этом журнале.